# Ota Shusuke
Shusuke Ota (sinh ngày 23 tháng 2 năm 1996) là một cầu thủ bóng đá người Nhật Bản.

## Sự nghiệp câu lạc bộ
Shusuke Ota đã từng chơi cho Ventforet Kofu.